# 男水!
『男水!』（だんすい）は、木内たつやによる日本の漫画作品。2012年7月27日よりWebサイト『花とゆめonline』で連載を開始し、その後、リニューアルされたWebサイト『花LaLa online』に移行して連載、さらに『マンガPark』に移行して連載。2018年8月以降は更新されておらず、休載中である。
2017年に『男水!プロジェクト』として、テレビドラマの放送後、舞台化作品が上演された（後述）。

## あらすじ
東ヶ丘高校男子水泳部は部員を最低2名確保しなければ同好会落ちという危機に。部長の榊秀平と幼馴染みの篠塚大樹、小金井晴美は部員確保に奔走。悩みに悩んだ挙げ句、新入生歓迎会で予想外の行動を起こす。(第1巻)
滝結太と原田ダニエルが入部し、何とか同好会落ちは免れた東ヶ丘高校男子水泳部。新体制として強豪校が数多く集結する東京都高等学校春期水泳大会に挑む。(第2巻)

## 登場人物
※ 演は実写作品（テレビドラマ・舞台）のキャスト。
※プロフィールは漫画版を参照。
榊 秀平
演 - 松田凌
6月28日生まれ。血液型はA型。身長168センチメートル。東ヶ丘高校2年で男子水泳部の部長。趣味は料理。妹と弟がおり、優しいお兄ちゃん気質。時折天然。本来は大樹と肩を並べるほどの実力を持っているものの、大会では予選落ちするなど本領が発揮できないでいた。そんな折に川崎亮也と出会い、当初はハードな練習を課す川崎に対して部長としての立場と選手としての立場の間で板挟みになり悩むが次第に速く泳げるようになりたいと志すようになる。スタイルワンは背泳ぎ。
篠塚 大樹
演 - 宮崎秋人
1月30日生まれ。血液型はO型。身長180センチメートル。趣味は読書と音楽鑑賞。秀平の幼なじみ。東ヶ丘高校２年で男子水泳部のエース。飄々としている所がある。暴君な姉を持つため、基本的に部活のしごきには耐えられる。スタイルワンはバタフライと自由形。
藤川 礼央
演 - 安西慎太郎
9月21日生まれ。血液型はB型。身長180センチメートル。龍峰高校体育科2年で水泳部のエース。スタイルワンはバタフライと自由形で同種目の大樹はライバル。

小金井晴美
演 - 赤澤燈
7月12日生まれ。血液型はB型。身長170センチメートル。名前ははるよしだが通称ハルミ。秀平と大樹の幼馴染み。東ヶ丘高校２年で男子水泳部の選手兼マネージャー。現在の趣味は筋トレのメニューを考案すること。おネエ口調で話す。秀平にゾッコンだが、指導となると誰それ構わず鬼のように厳しくなる。過去に何らかのトラウマがあるとされる。
滝結太
演 - 佐藤永典
1月9日生まれ。血液型はA型。身長156センチメートル。趣味はパズル。東ヶ丘高校男子水泳部の1年で水泳は未経験者。新入生歓迎会を通して、内向きな自分を変えたい思いで真っ先に入部を決める。
平光希
演 - 小澤廉
4月20日生まれ。血液型はAB型。身長168センチメートル。龍峰高校体育科2年。一人っ子。スタイルワンは背泳ぎで同種目の秀平はライバル。

仁科譽
演 - 黒羽麻璃央
3月5日生まれ。血液型はA型。身長 182センチメートル。龍峰高校普通科3年で水泳部主将。個性的な水泳部の一員をまとめる頼れるお兄さん的存在。かつ、学業の面でもきちんと成果を残しており、文武両道を体現している。スタイルワンは自由形(長距離)。
神宮一虎
演 - 池岡亮介
9月25日生まれ。血液型はA型。身長176センチメートル。龍峰高校体育科3年。小学生のころから大会で上位に入賞するなどの成績を残していたことから周囲からは｢神童｣と呼ばれていた。しかし、徐々に成績も伸びなくなるとあっという間に見放されてしまい、周囲との関係にも軋轢が生じてしまっていた。そのころの立ち位置は｢神童のなり損ない｣で、悩んでいたころ、龍峰高校水泳部顧問の磯村から誘いを受け、龍峰高校に入学。入学後は才能を開花し始め、2年時のインターハイでは決勝に進出し入賞するなど徐々に成績を残すようになる。直情的で気分屋なところがある。スタイルワンは個人メドレーで以前は自由形だった。

原田ダニエル
演 - 神永圭佑
11月24日生まれ。血液型はAB型。身長179センチメートル。趣味は映画鑑賞。日本人の父とアメリカ人の母を持つハーフ。東ヶ丘高校男子水泳部の1年で結太の同級生。結太と同じく未経験者。最初は他の部と迷っていたが、大樹が話したウソの伝説話をきっかけに入部を決める。自意識過剰な所がある。
川崎亮也
演 - 廣瀬智紀
10月3日生まれ。血液型はO型。身長178センチメートル。20歳。大学2年生。新波高校出身で東ヶ丘高校水泳部のコーチ候補。羽生とは高3の時の担任と生徒の間柄。高校3年生のころ、インターハイの100メートル・200メートル背泳ぎで優勝した経験を持つ。その前の日本選手権では100メートル背泳ぎで3位に入賞し、当時の最速記録を持つ。選手として好調なころに身体的負荷により苦渋の決断で自ら選手生命を絶った。赴任して早々ハードな練習メニューを選手に課す。スタイルワンは背泳ぎ。
市村真幸
演 - 齊藤教兵
村上英輔
演 - 奈須田雄大
10月1日生まれ。血液型はB型。身長175センチメートル。龍峰高校体育科3年。坊主頭の見た目から水泳部の一員には和尚と呼ばれている。スタイルワンは平泳ぎ。
高浦一郎
演 - 津嘉山寿穂
高浦二郎
演 - 櫻井圭佑
森親太郎
演 - 上村海成
龍峰高校普通科2年で水泳部マネージャー。個性的な水泳部の面々に対しても容赦なく接していく。
羽生親一朗
演 - 大浦龍宇一
身長177センチメートル。37歳。独身。趣味はスポーツ観戦で主に欧米サッカー観戦。東ヶ丘高校の教師。前任校の新波高校では３年時の川崎の担任を務めた。指導者のいない水泳部を見かねて自ら川崎にコーチを打診した。舞台には登場しない。
磯村邦夫
演 - モロ師岡/河野洋一郎（舞台）
龍峰高校水泳部顧問。

## 書誌情報
- 木内たつや『男水!』白泉社〈花とゆめCOMICS〉、既刊8巻（2018年12月19日現在）
  1. 2013年07月19日発売[5]、ISBN 978-4-592-19769-0
  2. 2014年06月20日発売[6]、ISBN 978-4-592-19779-9
  3. 2015年05月20日発売[7]、ISBN 978-4-592-19784-3
  4. 2015年12月18日発売[8]、ISBN 978-4-592-19789-8
  5. 2016年07月20日発売[9]、ISBN 978-4-592-21565-3
  6. 2016年12月20日発売[10]、ISBN 978-4-592-21566-0
  7. 2017年04月20日発売[11]、ISBN 978-4-592-21567-7
  8. 2018年12月19日発売[12]、ISBN 978-4-592-21568-4

## 実写作品
『男水!プロジェクト』として、テレビドラマと舞台の連動企画が2017年に始動し、同一キャストによるテレビドラマは2017年1月から放送され、舞台が5月に上演。2016年11月13日には、「男水!プロジェクト 壮行会」と題したイベントも開催された。

### テレビドラマ
同名タイトルで2017年1月22日（21日深夜）から3月12日（11日深夜）の毎週日曜0:55 - 1:25（土曜深夜）に日本テレビで放送された。主演は松田凌。

#### スタッフ（テレビドラマ）
- 原作 : 木内たつや
- 監督 : 松永洋一
- 脚本 : 吉田恵里香
- 主題歌 : UNISON SQUARE GARDEN「Silent Libre Mirage」(TOY'S FACTORY)[15][16]
- エンディングテーマ曲 : 男水!オールスターズ（松田凌、宮崎秋人、安西慎太郎、赤澤燈、佐藤永典、小澤廉、黒羽麻璃央、池岡亮介、神永圭佑、廣瀬智紀）「Growing up! Go on!」[17]
- 制作 : ポリゴンマジック、日テレアックスオン
- 企画制作 : 日本テレビ放送網
- 製作著作 : 男水! 製作委員会

#### ネット局
| 放送対象地域 | 放送局     | 放送期間                | 放送時間                     | 系列           | 備考   |
| ------------ | ---------- | ----------------------- | ---------------------------- | -------------- | ------ |
| 関東広域圏   | 日本テレビ | 2017年1月22日 - 3月12日 | 日曜 0:55 - 1:25（土曜深夜） | 日本テレビ系列 | 制作局 |
| 近畿広域圏   | 読売テレビ | 2017年1月25日 - 3月15日 | 水曜 1:29 - 1:59（火曜深夜） | 日本テレビ系列 |        |
| 石川県       | テレビ金沢 | 2017年2月16日 - 4月6日  | 木曜 0:59 - 1:34（水曜深夜） | 日本テレビ系列 |        |

### 舞台
同名タイトルの舞台作品が、2017年5月11日から21日にシアター1010で、5月24日から28日に森ノ宮ピロティホールで上演。脚本・演出は吉谷光太郎。

### 関連作品
アルバム
* We are swimmers 〜男水! キャラクターソング&オリジナル・サウンドトラック（2017年2月22日、バップ）
DVD / Blu-ray
* ドラマ『男水!』上巻（2017年3月1日、バップ）